# 1932年型45公厘(19-K)反戰車炮

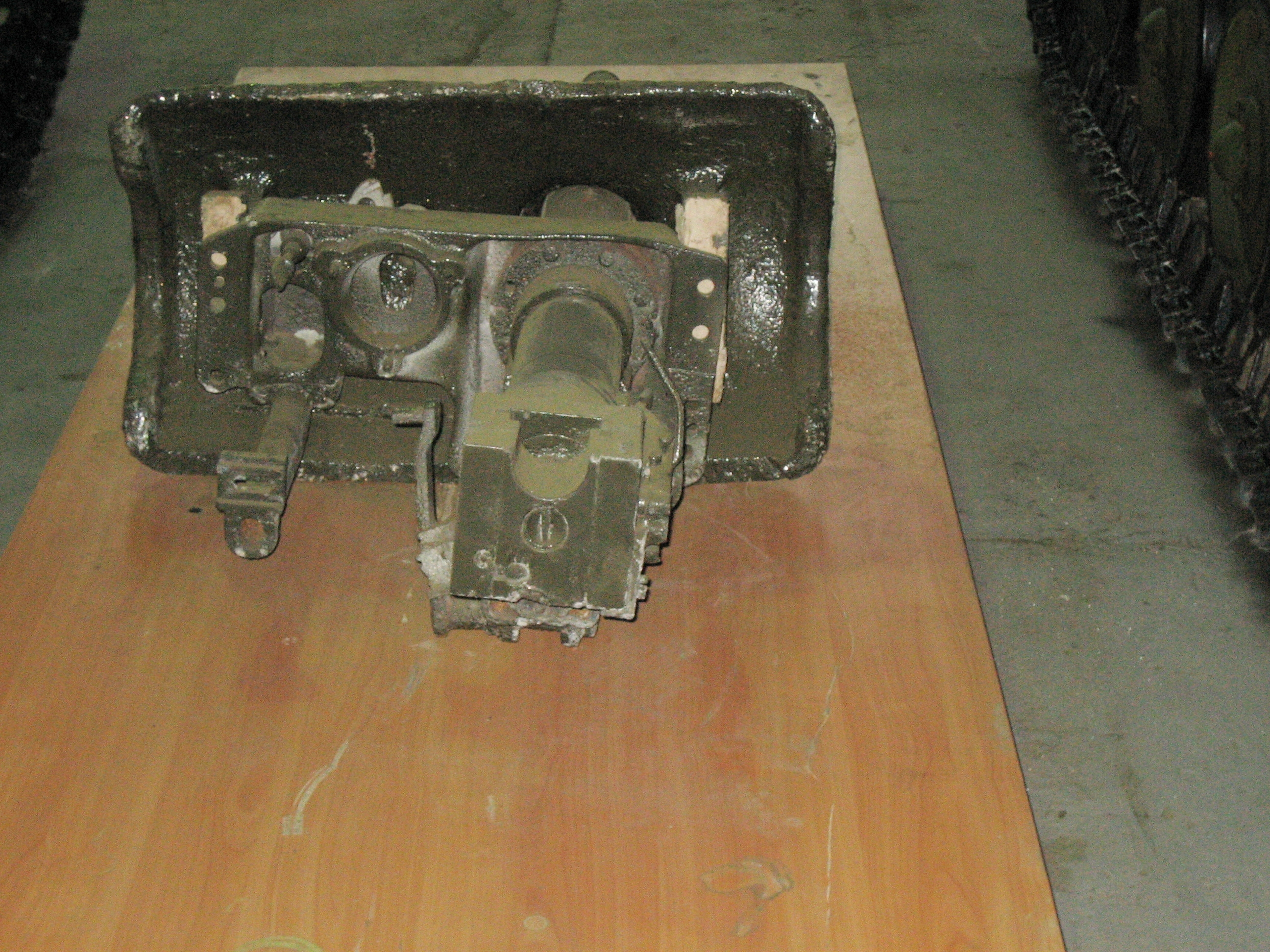
1932年型45公厘(19-K)反戰車炮的改型45毫米20K戰車炮

1932年型(19-K)45公厘反戰車炮（俄文：45-мм противотанковая пушка образца 1932 года (19-К)，GRAU編號：52-P-243A）為蘇聯製造的反戰車炮，由蘇聯第八火炮工廠工程師弗拉基米爾·米哈伊洛維奇·白令的工程團隊研發。

## 簡介
在1930(1-K)反戰車炮製造的同時，蘇聯從本國設計戰車經驗中發現37公厘的穿甲力無法有效應付現有戰車，更無法有效面對日後的反戰車任務，此外蘇聯軍方層峰並不滿意37公厘設計的理由還包括他們希望這門營級支援火炮不只有反戰車的能力，同時也需要有野戰炮的火力，足以摧毀步兵等軟性目標；因此蘇聯以1930年型的炮架換裝45公厘反戰車炮，之所以選擇45公厘是因為蘇聯當時自俄羅斯帝國繼承的軍備中保有相當數量的法製哈契開斯47公厘速射炮與炮彈，這些炮彈只要磨掉導向環即可用於45公厘口徑的火炮上。
45公厘戰車砲研發與生產工作同樣為第八火炮工廠之任務，由於有了1-K的生產以及失敗經驗，相關研發於1931年底即結束，於1932年3月23日通過蘇聯軍方驗收，並開始進入量產，但在實際撥交部隊後還是發現了若干問題，比較嚴重的問題是砲栓四分之一自動閉鎖結構（quarter automatic）失敗率極高，導致蘇聯安全單位在1933年8月10日逮捕白令，並將他監禁在布提爾卡監獄。火炮在修改設計後於1933年12月26日再度送交軍方測評，在測試場中1933年版本45公厘反戰車炮進行1,046次試射與500公里的實地拖曳測評。
45公厘炮除了增加口徑外，炮栓款式也從側開的水平滑楔式改為垂直滑楔式，雖然同樣是滑楔式炮栓，垂直式可以利用重力位能鎖閉，節省砲手體力消耗。最早的原型仍然沿用木質輪圈，使得最快拖曳速度只能維持在10-15公里間，此外此炮的木製輻條式車輪因不明原因經常出現破損，在1934年設計小組將GAZ汽車的輪胎轉用在炮架上，雖然重量略增加到425公斤，但是反戰車炮可以使用汽車拖曳，在反戰車部隊建置上蘇聯可說是最早完成摩托化的軍隊；這項改版在1936年1月至4月間測試，新炮通過了300公里的拖曳測試；同年11月7日，蘇聯勞動國防委員會決定將GAZ-A汽車的福特輪胎用於45公厘反戰車炮上，並在1937年投產，雖然經過改良的1933年版投入量產，成為第一代蘇聯反戰車炮，但文書上的名稱仍然是1932年型；同樣的情況也出現在膠輪版，膠輪版45公厘反戰車炮在初期作業時稱為1934年型，但服役時仍列為1932年型。
除了拖曳式以外，蘇聯也將這款火炮裝備在當時新服役的BT系列戰車以及T-26坦克上，戰車炮型稱為（20-K），基本數據與拖曳式相同，但取消了進彈後自動閉鎖砲栓，換用半自動閉鎖砲栓設計提高裝備穩定性，在1938年定型的改良版本裝有電火花發火機與一維火炮穩定器，允許戰車在特定狀況下的行進間射擊，但具有穩定器型號的版本因為結構過於複雜，無法適應整體人力素質較差且缺乏時間訓練熟習裝備的蘇聯戰車兵，在1941年後量產的版本取消了穩定器裝置。蘇聯在此裝備大量服役之後於1937年推出加強版53-K，45公厘款式反戰車炮並成蘇德戰爭時蘇聯部隊第一線團級後膛支援火炮，面對德軍的三號與四號戰車僅能在300公尺距離才能有效貫穿，嚴格來說無法滿足前線要求，但是和輕裝甲車輛與步兵單位交戰時仍十分有效。

## 使用國家
苏联
 中華民國1937年8月21日，中華民國與蘇聯簽訂了中蘇互不侵犯協定，1938年起蘇聯對中華民國提供了2.5億美金的低利借貸用於購買蘇聯軍火以及戰爭物資，此款武器出現在第一批蘇聯對中軍售清單內，原先蘇聯允諾出售200門，但最後決定出售50門給中華民國，這些裝備在1938年初以海運方式運至廣州交貨，國民政府將這批火炮全數配置於獨立炮兵第56團，實際服役評價以及除役時間不明，目前國內也無實物留存。
 芬兰芬蘭的蘇製反戰車炮為冬季戰爭中自蘇軍俘虜而來，這批武裝在芬蘭軍服役至1960年退役。
目前保存的19-K中除了俄羅斯以及芬蘭以外，日本的自衛隊武器學校也有一門蒐藏，不過是從中國戰場還是諾門罕取得即不得而知。

## 使用彈種
| 彈種       |           |              |                |                      |              |
| 彈藥種類   | 型號      | 重量（公斤） | 彈頭重量（克） | 炮口初速（公尺／秒） | 射程（公尺） |
| 榴彈       |           |              |                |                      |              |
| 榴彈       | UO-240    | 2.91         | 160            | 360                  | 4100         |
| 穿甲弹     |           |              |                |                      |              |
| 披帽穿甲弹 | UBR-243SP | 2.45         | 1430           | 757                  |              |
| 鋼芯穿甲弹 | UBR-243P  | 1.84         | 850            |                      |              |
| 榴霰彈     |           |              |                |                      |              |
| 霰彈       | USh-243   | 2.36         |                |                      |              |

| 穿甲能力                                                                                          |                                |                               |
| UBR-243SP披帽穿甲弹                                                                               |                                |                               |
| 距離（公尺）                                                                                      | 裝甲板傾斜角30度，穿甲單位公厘 | 裝甲板傾斜角0度，穿甲單位公厘 |
| 100                                                                                               | 43                             | 51                            |
| 500                                                                                               | 36                             | 43                            |
| 1000                                                                                              | 31                             | 38                            |
| 1500                                                                                              | 28                             | 35                            |
| 此數據為蘇聯裝甲測試結果（滲碳量75%），與西方國家反戰車炮貫穿力有異，無法與西方戰防炮數據並列相比 |                                |                               |

## 外部連結
蘇聯45公厘彈種介紹（俄文）

M1932型45公厘戰防炮（日文）